# ザ・バーント・オレンジ・ヘレシー
『ザ・バーント・オレンジ・ヘレシー』（原題:The Burnt Orange Heresy）は2019年に公開されたアメリカ合衆国・イタリア合作のスリラー映画である。監督はジュゼッペ・カポトンディ、主演はクレス・バングが務めた。本作はチャールズ・ウィルフォードが1971年に発表した小説『炎に消えた名画』を原作としている。

## 概略
気鋭の批評家、ジェームズ・フィゲラスは恋人（ベレニス）の紹介で絵画コレクターのジョセフと会うことになった。ジョセフは長らく隠遁生活を続けている伝説の画家、ジェロームのパトロンであった。ジョセフは「ジェロームの代表作を盗み出してくれるなら、君を彼に引き合わせよう」とジェームズに申し出てきた。常識で考えれば即座に断るべき案件だったが、並外れた野心家であるジェームズは「自分の名を世に轟かせる好機が到来した」と喜び、その条件を呑むことにした。
ジェームズ、ベレニス、ジョセフの思惑が交錯する中、事態はとんでもない方向へと転がっていく。

## キャスト
- クレス・バング - ジェームズ・フィゲラス
- エリザベス・デビッキ - ベレニス・ホリス
- ミック・ジャガー - ジョセフ・キャシディ
- ドナルド・サザーランド - ジェローム・デブニー
- ロザリンド・ハルステッド - イヴェリナ・マクリ
- アレッサンドロ・ファブリッツィ - ロドルフォ

## 製作
2018年2月15日、エリザベス・デビッキとクリストファー・ウォーケンが本作に出演するとの報道があった。4月24日、クレス・バングの出演が決まったと報じられた。9月、ミック・ジャガーがキャスト入りすると共に、降板することになったウォーケンの代役としてドナルド・サザーランドが起用された。

### 撮影・音楽
2018年9月下旬、本作の主要撮影がイタリアのコモ湖周辺で始まった。2019年9月22日、クレイグ・アームストロングが本作で使用される楽曲を手掛けるとの報道があった。2020年3月6日、本作のサウンドトラックが発売された。

## 公開・興行収入
2019年9月7日、本作は第76回ヴェネツィア国際映画祭のクロージング作品としてプレミア上映された。11日、第44回トロント国際映画祭で本作の上映が行われた。16日、ソニー・ピクチャーズ・クラシックスが本作の全米配給権を購入したと報じられた。2020年1月24日、本作のオフィシャル・トレイラーが公開された。3月6日、本作は全米4館で限定公開され、公開初週末に1万6163ドル（1館当たり4040ドル）を稼ぎ出し、週末興行収入ランキング初登場52位となった

## 評価
本作に対する批評家の評価は平凡なものに留まっている。映画批評集積サイトのRotten Tomatoesには56件のレビューがあり、批評家支持率は59%、平均点は10点満点で6点となっている。サイト側による批評家の見解の要約は「『ザ・バーント・オレンジ・ヘレシー』にはスタイリッシュな魅力が確かに備わっている―それは同作が描き出す芸術の世界のようである―が、観客の中には嘘くささを感じる者もいるだろう。」となっている。また、Metacriticには18件のレビューがあり、加重平均値は55/100となっている。